# Aleksander Lisiewicz
Aleksander Lisiewicz (13. května 1859 Sasiv – 12. května 1916 Lvov) byl rakouský právník a politik polské národnosti z Haliče, na počátku 20. století poslanec Říšské rady.

## Biografie
V době svého působení v parlamentu se uvádí jako advokát ve Lvově. Zasedal jako poslanec Haličského zemského sněmu. Na zemský sněm byl zvolen v červenci 1913. Byl taky dlouholetým radním ve Lvově. Předsedal pokrokové straně ve Lvově. Šlo o Polskie Stronnictwo Postępowe. Patřil mezi spoluzakladatele této politické formace.
Působil také coby poslanec Říšské rady (celostátního parlamentu Předlitavska), kam usedl ve volbách do Říšské rady roku 1911, konaných podle všeobecného a rovného volebního práva. Byl zvolen za obvod Halič 05.
Uvádí se jako polský pokrokový demokrat (Polskie Stronnictwo Demokratyczne). Po volbách roku 1911 byl na Říšské radě členem poslaneckého Polského klubu.
Za první světové války podporoval polské legie. Zemřel 12. května 1916 po těžké a krátké nemoci.